# 杉本美香
杉本美香（すぎもと みか，1984年8月27日—）是日本女子柔道運動員。於兵庫縣伊丹市出生，畢業於弥刀中学校、汎愛高校及筑波大学；現隸屬於小松製作所株式会社

## 生涯
2010年11月，杉本代表日本參加廣州亞運會柔道比賽的女子78公斤以上级項目，奪得金牌。